# Fährverbindung Bamba Tenda–Yeli Tenda

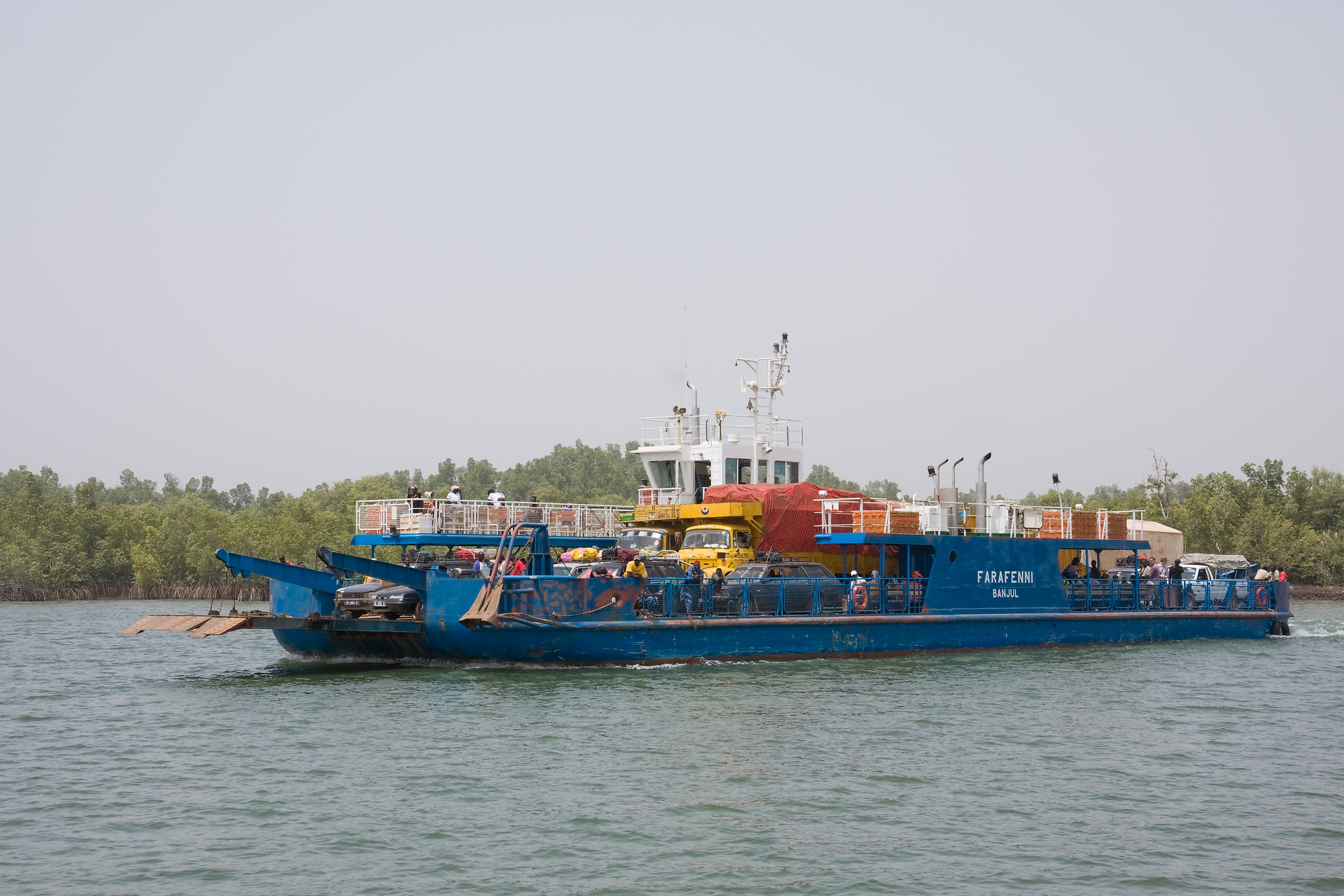
Die Fähre Farrafenni

Die Fährverbindung Bamba Tenda–Yeli Tenda ist nach der Fährverbindung Banjul–Barra die zweitwichtigste Fährverbindung im westafrikanischen Staat Gambia. Eingesetzt werden kombinierte Auto- und Personenfähren.

## Lage
| Bamba Tenda | 13° 31′ 16,9″ N, 15° 34′ 24,9″ W |
| Yeli Tenda  | 13° 30′ 48,9″ N, 15° 34′ 11,3″ W |

Die Verbindung über den Gambia befindet sich zwischen Bamba Tenda in der North Bank Region, Distrikt Upper Baddibu, und Yeli Tenda, in der Lower River Region, Distrikt Jarra West. Die Fähren überwinden eine Distanz von 0,9 Kilometer.
Von Bamba Tenda, am nördlichen Ufer führt der Trans-Gambia Highway über Farafenni nach Senegal und wird dort als N 4 fortgeführt. Im Süden, von Yeli Tenda, führt der Trans-Gambia Highway an Jenoi und Pakalinding vorbei nach Soma. Von Soma aus weiter nach Senegal und wird dort als N 4 fortgeführt.

## Geschichte

### Der Betrieb
Der Fährbetrieb wird seit 2001 von der Gambia Ports Authority unterhalten, zuvor war der Betreiber die Gambia Public Transport Corporation (GPTC).
2005 kam es zu einem Konflikt zwischen Senegal und Gambia, da die gambischen Behörden die Tarife der Fähren deutlich erhöht hatten. Der Konflikt konnte beendet werden.

### Senegambia Bridge
Seit 1956 gab es Pläne, eine Brücke an dieser Stelle zu errichten. 
Am 21. Januar 2019 wurde die Senegambia Bridge über den Fluss im Beisein der Präsidenten von Gambia und Senegal, Adama Barrow und Macky Sall eröffnet. Die Kosten in Höhe von 3,5 Milliarden Dalasi (ca. 62 Millionen Euro) wurden komplett von der Afrikanischen Entwicklungsbank (AfDB) finanziert.

## Einzelne Fähren
Eine unvollständige, chronologisch sortierte, Liste der einzelnen Fährschiffe auf dieser Verbindung:

### FähreJames Island
Die Fähre James Island ist die älteste der drei Fähren die 2011 betrieben werden. In der Nacht vom 18. auf den 19. Oktober 2011 versank sie in der Parkposition vor Bamba Tenda, es sind keine Opfer zu beklagen. Erste Versuche der Feuerwehr aus Farafenni, sie aus dem Fluss zu bergen, scheiterten.

### FähreSoma

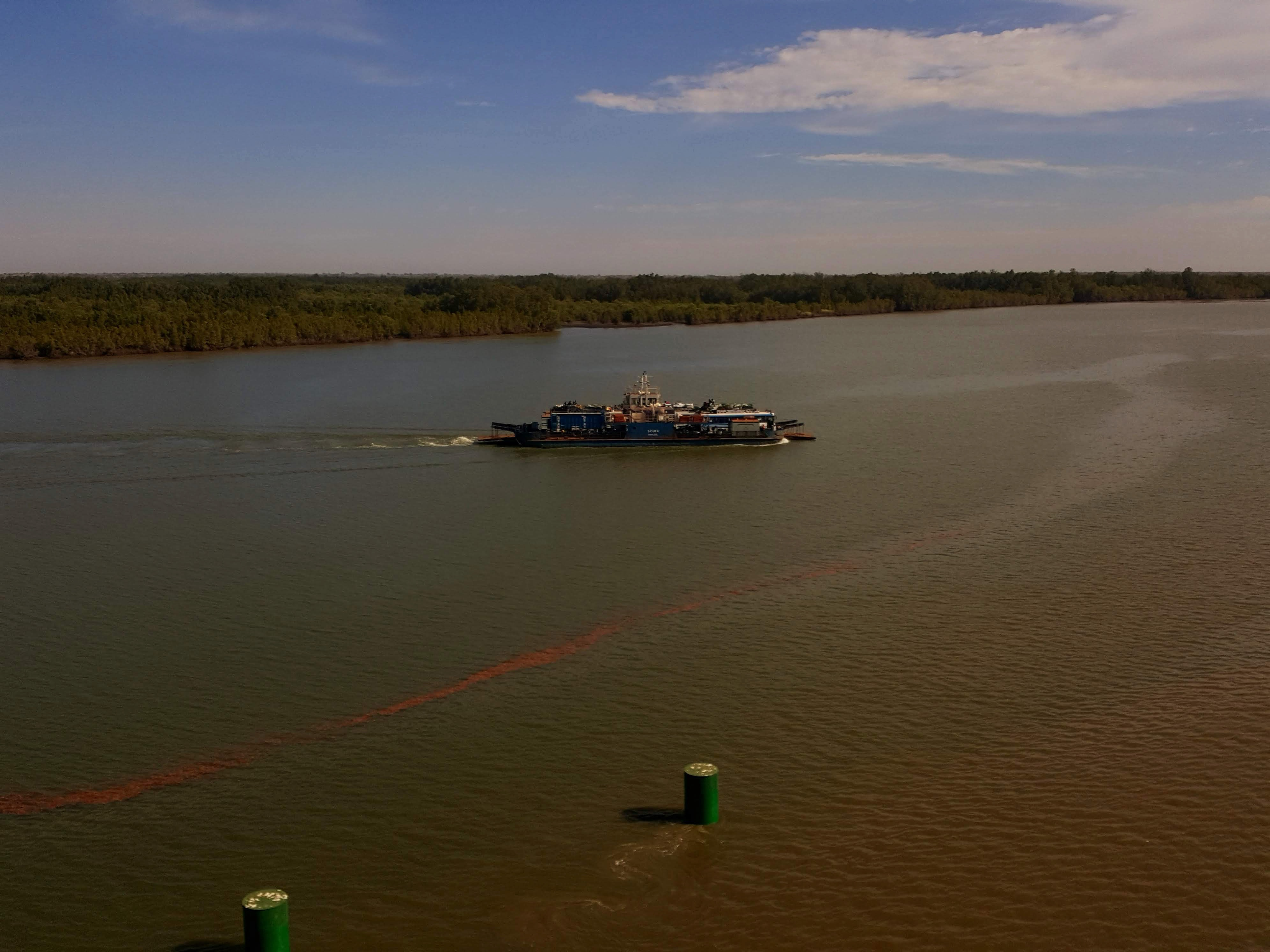
Fähre Soma (2019)

Die Fähre Soma wurde am 4. September 2006 vom Präsidenten Jammeh, wie das Schwesterschiff – Fähre Farafenni, in Dienst gestellt. Die Investitionssumme der beiden Fähren betrug 200 Millionen Dalasi (D). Sie wurden von der Damen Shipyards Group in Rumänien gefertigt und erreichten Gambia an Bord eines Frachters am 2. Mai 2006.

### FähreFarafenni
Die Fähre Farafenni, das Schwesterschiff der Fähre Soma, wurde ebenfalls am 4. September 2006 in Dienst gestellt.